# Стаццона (провінція Комо)
Стаццона (італ. Stazzona) — муніципалітет в Італії, у регіоні Ломбардія,  провінція Комо.
Стаццона розташована на відстані близько 540 км на північний захід від Рима, 75 км на північ від Мілана, 38 км на північ від Комо.
Населення — 628 осіб (2014).
Щорічний фестиваль відбувається 22 червня.. Покровитель — S. Giuliano martire..

## Демографія
Населення за роками:

Станом на 1 січня 2023 року в муніципалітеті офіційно проживало 15 іноземців з 6 країн, серед них 10 громадян країн Євросоюзу.

## Сусідні муніципалітети
- Консільйо-ді-Румо
- Донго
- Джермазіно